# Ясиноватый
Ясинова́тый — хутор в Чертковском районе Ростовской области.
Входит в состав Алексеево-Лозовского сельского поселения.

## Население
| 2010 |
| ---- |
| 45   |

## Улицы
На хуторе имеется одна улица — Зелёная.